# Associazione Politrasfusi Italiani
L'Associazione Politrasfusi Italiani (API) è un'organizzazione non lucrativa di utilità sociale fondata a Torino nel 1988 che ha come obiettivo la difesa e il sostegno in ogni ambito dei politrasfusi (tra cui emofilici, talassamici e leucemici) che hanno contratto infezioni virali a causa del sangue e degli emoderivati infetti a loro somministrati.

## Associazione Piemontese Emofilici
Il 6 dicembre 1978 nasce l'Associazione Piemontese Emofilici (APE) con lo scopo di migliorare la qualità della vita degli emofilici del Piemonte, promuovendo una legge per l'autoinfusione domiciliare degli emoderivati e i relativi corsi di formazione, oltre all'istituzione dei centri regionali di riferimento per l'emofilia.
Nel 1983 l'APE, in base alle notizie provenienti dagli Stati Uniti riguardo alla produzione di emoderivati da plasma di donatori mercenari ad alto rischio, chiede il blocco delle donazioni di sangue e plasma a pagamento. Questa richiesta non viene talvolta accolta positivamente anche dagli stessi emofilici che, attraverso il periodico "Ex" (edito dalla Fondazione dell'Emofilia e finanziato dall'impresa farmaceutica Immuno), descrivono le notizie come allarmistiche.
Nel 1988 si svolge l'assemblea della Fondazione dell'Emofilia in cui viene reso pubblico che alcuni membri della Fondazione non hanno collaborato con l'Associazione Piemontese Emofilici (non partecipante all'assemblea) nella richiesta del risarcimento del danno biologico indirizzata al ministero il 13 maggio 1985.
Nel maggio 1988, l'APE organizza a Torino il convegno nazionale degli emofilici dove propone di costituire un'associazione nazionale dei politrasfusi, gestita dagli stessi malati, con l'obiettivo non solo di promuovere la salute e aiutare i politrasfusi infettati da HIV e HCV ma anche di sostenerli nella richiesta di indennizzo del danno da loro subito.
Il 29 giugno 1988 viene costituita l'Associazione Politrasfusi Italiani (API) che vede come soci fondatori Luciano Gianti, Mario Sebastiano Serra, Mauro Taurisano, Vito Cocimano e Angelo Magrini, che ne diviene presidente.
L'Associazione Piemontese Emofilici prosegue la propria attività a livello regionale e il 24 ottobre 1989 ripropone al ministero della sanità (con lettere indirizzate al ministro De Lorenzo e al direttore generale del servizio farmaceutico Duilio Poggiolini) una richiesta di risarcimento del danno biologico subito dagli emofilici.

## Attività
Il presidente dell'API, Angelo Magrini, di professione pubblicitario, promuove le finalità dell'associazione anche attraverso manifestazioni presso la Camera dei Deputati, l'organizzazione di concerti a scopo benefico (Luca Carboni e Jovanotti), la premiazione di alcune squadre di serie A in occasione della giornata mondiale contro l'AIDS e partecipazioni a trasmissioni televisive.
L'associazione, tra i primi atti, dà appoggio ai genitori dei due bambini emofilici calabresi Rocco Micò e Christian Galluccio, morti a causa dell'AIDS dopo essere stati contagiati in seguito all'utilizzo di emoderivati, e promuove la causa presso il tribunale di Genova.
Inoltre, l'associazione intraprende una battaglia affinché l'AIDS non venga più definita come una "malattia della morale" (definizione utilizzata dal ministro della sanità Carlo Donat-Catten e dal Papa, secondo cui l'infezione da HIV è conseguente a una condotta di vita non morale) ma come una "malattia dei comportamenti", in quanto la contrazione del virus, in molte persone, è dovuta a eventi non dipendenti da loro.
Nel 1989 l'associazione presenta una denuncia contro il ministero della sanità per aver autorizzato l'utilizzo di plasma infetto raccolto tra il 1983 e 1988, quindi per un periodo anche in seguito alla commercializzazione dei test per la ricerca dell'HIV.
Nel 1990 Angelo Magrini, in qualità di presidente dell'API, entra a far parte della consulta nazionale per la lotta all'AIDS istituita dal ministero della sanità.
Nel 1991 il ministro della sanità Francesco De Lorenzo promuove una campagna pubblicitaria volta a tranquillizzare l'opinione pubblica riguardo al rischio di contagio da HIV e HCV (il virus dell'epatite C) attraverso le trasfusioni. L'associazione ritiene che i dati statistici diffusi attraverso la campagna pubblicitaria non siano stati interpretati correttamente e che quindi le stime sul numero di persone contagiate siano errate: il presidente dell'associazione Angelo Magrini, nella sua qualità di commissario della "Commissione Servizi Trasfusione Sangue" del ministero della sanità, pubblica i dati reali (un morto per AIDS ogni 20 morti per epatite C a causa di trasfusioni infette).
Nello stesso anno, Angelo Magrini, a causa di un incidente stradale, riceve per precauzione una somministrazione di fattore della coagulazione risultata infetta per la presenza del virus dell'epatite C, che lo porterà poi alla morte nel 2017.
Nel 1993 l'associazione consegna alla CGIL e al ministero della sanità un rapporto intitolato "AIDS: quali le responsabilità dello Stato?" che determia il conseguente ritiro spontaneo, entro pochi giorni, di alcuni lotti di emoderivati da parte dell'impresa farmaceutica austriaca Immuno. Dal rapporto dell'associazione e dalle conseguenti indagini da parte dei Carabinieri del nucleo antisofisticazioni e sanità e della Guardia di Finanza scaturisce il caso giudiziario degli emoderivati infetti in Italia.
Sempre nel 1993, l'API partecipa per un breve periodo ai lavori della commissione nazionale per il servizio trasfusionale.
Nel 1998 il tribunale di Roma emette una sentenza in cui il ministero della sanità viene riconosciuto responsabile per i danni biologici e morali causati a 195 persone contagiate dalla somministrazione di sangue ed emoderivati infetti. Nella sentenza si stabilisce che il ministero, fino al 1988, ha negligentemente ritardato il ritiro dal commercio dei prodotti emoderivati non trattati al calore per l'inattivazione virale contro l'HIV e fino al 1992 di quelli non trattati contro l'HCV. In base a questa sentenza, ciascuna parte attrice ha diritto a proporre una causa individuale per la sola quantificazione dei danni, senza ulteriore necessità di provare la responsabilità del Ministero.